# Sony Ericsson Open 2012
Sony Ericsson Open 2012 byl tenisový turnaj na profesionálním okruhu mužů ATP World Tour a žen WTA Tour, hraný v Tenisovém centru Crandon Parku na dvorcích s tvrdým povrchem Laykold. Dvacátý osmý ročník Miami Masters probíhal mezi 19. březnem a 1. dubnem 2012 ve floridském ostrovním městě Key Biscayne.
Mužská polovina dotovaná 4 828 050 dolarů se řadila do kategorie ATP World Tour Masters 1000. Ženská část s identickým rozpočtem patřila do kategorie Premier Mandatory. Nejvýše nasazenými singlisty se staly světové jedničky obhajující titul, Srb Novak Djoković a Běloruska Viktoria Azarenková. Jako poslední přímí účastníci do dvouher nastoupili portugalský 87. hráč žebříčku Frederico Gil a 82. žena klasifikace Lourdes Domínguezová Linová ze Španělska.
Dvacátý devátý singlový titul na okruhu ATP Tour vybojoval Novak Djoković. V Miami triumfoval podruhé v řadě a celkově potřetí. Devátou trofej z dvouhry okruhu WTA Tour získala Agnieszka Radwańská, která jako první polská vítězka turnaje navázala na deblový vavřín z roku 2011. V mužské čtyřhře zvítězili Ind Leander Paes s Čechem Radkem Štěpánkem a získali třetí společný titul. Ženský debl ovládly Rusky Maria Kirilenková s Naděždou Petrovovou, pro něž to byl třetí párový vavřín ze čtyřher WTA.

## Rozdělení bodů a finančních odměn

### Rozdělení bodů
| Soutěž       | Soutěž      | vítězové | finalisté | semifinalisté | čtvrtfinalisté | 16 v kole | 32 v kole | 64 v kole | 96 v kole | Q  | Q2 | Q1 |
| ------------ | ----------- | -------- | --------- | ------------- | -------------- | --------- | --------- | --------- | --------- | -- | -- | -- |
| dvouhra mužů | [ 1 ] [ 7 ] | 1000     | 600       | 360           | 180            | 90        | 45        | 25        | 10        | 16 | 8  | 0  |
| čtyřhra mužů | [ 8 ]       | 1000     | 600       | 360           | 180            | 90        | 45        | 0         | —         | —  | —  | —  |
| dvouhra žen  | [ 2 ]       | 1000     | 700       | 450           | 250            | 140       | 80        | 50        | 5         | 30 | 20 | 1  |
| čtyřhra žen  | [ 2 ]       | 1000     | 700       | 450           | 250            | 140       | 80        | 5         | —         | —  | —  | —  |

### Finanční odměny
| Soutěž                                  | Soutěž      | vítězové  | finalisté | semifinalisté | čtvrtfinalisté | 16 v kole | 32 v kole | 64 v kole | 96 v kole | Q2      | Q1      |
| --------------------------------------- | ----------- | --------- | --------- | ------------- | -------------- | --------- | --------- | --------- | --------- | ------- | ------- |
| dvouhra mužů                            | [ 1 ] [ 7 ] | 659 775 $ | 321 990 $ | 161 375 $     | 82 270 $       | 43 370 $  | 23 210 $  | 12 530 $  | 7 680 $   | 2 290 $ | 1 170 $ |
| dvouhra žen                             | [ 2 ]       | 712 000 $ | 352 000 $ | 164 000 $     | 79 000 $       | 39 000 $  | 21 000 $  | 12 725 $  | 7 700 $   | 2 280 $ | 1 140 $ |
| čtyřhra mužů                            | [ 8 ]       | 216 190 $ | 105 500 $ | 52 880 $      | 26 950 $       | 14 210 $  | 7 610 $   | —         | —         | —       | —       |
| čtyřhra žen                             | [ 2 ]       | 241 010 $ | 121 000 $ | 55 000 $      | 25 965 $       | 12 750 $  | 6 000 $   | —         | —         | —       | —       |
| částky ve čtyřhrách jsou uvedeny na pár |             |           |           |               |                |           |           |           |           |         |         |

## Mužská dvouhra

### Nasazení
| Stát                           | Hráč                  | ATP | Nasazení |
| ------------------------------ | --------------------- | --- | -------- |
| Srbsko                         | Novak Djoković        | 1.  | 1.       |
| Španělsko                      | Rafael Nadal          | 2.  | 2.       |
| Švýcarsko                      | Roger Federer         | 3.  | 3.       |
| Spojené království             | Andy Murray           | 4.  | 4.       |
| Španělsko                      | David Ferrer          | 5.  | 5.       |
| Francie                        | Jo-Wilfried Tsonga    | 6.  | 6.       |
| Česko                          | Tomáš Berdych         | 7.  | 7.       |
| USA                            | Mardy Fish            | 8.  | 8.       |
| Srbsko                         | Janko Tipsarević      | 9.  | 9.       |
| USA                            | John Isner            | 10. | 10.      |
| Argentina                      | Juan Martín del Potro | 11. | 11.      |
| Španělsko                      | Nicolás Almagro       | 12. | 12.      |
| Francie                        | Gilles Simon          | 13. | 13.      |
| Francie                        | Gaël Monfils          | 14. | 14.      |
| Španělsko                      | Feliciano López       | 15. | 15.      |
| Japonsko                       | Kei Nišikori          | 16. | 16.      |
| Francie                        | Richard Gasquet       | 17. | 17.      |
| Ukrajina                       | Alexandr Dolgopolov   | 18. | 18.      |
| Německo                        | Florian Mayer         | 19. | 19.      |
| Španělsko                      | Fernando Verdasco     | 20. | 20.      |
| Argentina                      | Juan Mónaco           | 21. | 21.      |
| Rakousko                       | Jürgen Melzer         | 22. | 22.      |
| Chorvatsko                     | Marin Čilić           | 23. | 23.      |
| Španělsko                      | Marcel Granollers     | 24. | 24.      |
| Česko                          | Radek Štěpánek        | 25. | 25.      |
| Kanada                         | Milos Raonic          | 26. | 26.      |
| Srbsko                         | Viktor Troicki        | 27. | 27.      |
| Jižní Afrika                   | Kevin Anderson        | 28. | 28.      |
| Argentina                      | Juan Ignacio Chela    | 32. | 29.      |
| Francie                        | Julien Benneteau      | 33. | 30.      |
| USA                            | Andy Roddick          | 34. | 31.      |
| Německo                        | Philipp Kohlschreiber | 35. | 32.      |
| Žebříček WTA k 19. březnu 2012 |                       |     |          |

### Jiné formy účasti
Následující hráčí obdrželi divokou kartu do hlavní soutěže:
- Fernando González
- Ryan Harrison
- Denis Kudla
- Jesse Levine
- Marinko Matosevic

Následující hráči nastoupili pod žebříčkovou ochranou:
- Benjamin Becker
- Tommy Haas

Následující hráči postoupili z kvalifikace:
- Roberto Bautista Agut
- Simone Bolelli
- Sergej Bubka
- Arnaud Clément
- Frank Dancevic
- Guillermo García-López
- David Goffin
- Björn Phau
- Rajeev Ram
- Édouard Roger-Vasselin
- Guillaume Rufin
- Antonio Veić

Následující hráč postoupil z kvalifikace jako šťastný poražený:
- Tobias Kamke

### Odhlášení
- Juan Carlos Ferrero → nahradil jej  Matthew Ebden
- Fabio Fognini → nahradil jej  Benjamin Becker
- Ivan Ljubičić → nahradil jej  Grigor Dimitrov
- Rui Machado → nahradil jej  Steve Darcis
- Albert Montañés → nahradil jej  Flavio Cipolla
- Philipp Petzschner → nahradil jej  Tobias Kamke
- Robin Söderling → nahradil jej  Igor Kunicyn
- Dmitrij Tursunov → nahradil jej  David Nalbandian
- Filippo Volandri → nahradil jej  Sam Querrey
- Stanislas Wawrinka → nahradil jej  Nicolas Mahut
- Michail Južnyj → nahradil jej  Frederico Gil

### Skrečování
- Denis Istomin (nemoc)
- Lu Jan-sun (poranění krku)
- Rafael Nadal (poranění levého kolene)
- Milos Raonic (distorze hlezna)[1]

## Mužská čtyřhra

### Nasazení
| Stát                                                                                    | Hráč                | Stát      | Hráč             | ATP | Nasazení |
| --------------------------------------------------------------------------------------- | ------------------- | --------- | ---------------- | --- | -------- |
| USA                                                                                     | Bob Bryan           | USA       | Mike Bryan       | 2   | 1        |
| Bělorusko                                                                               | Max Mirnyj          | Kanada    | Daniel Nestor    | 6   | 2        |
| Francie                                                                                 | Michaël Llodra      | Srbsko    | Nenad Zimonjić   | 11  | 3        |
| Švédsko                                                                                 | Robert Lindstedt    | Rumunsko  | Horia Tecău      | 17  | 4        |
| Indie                                                                                   | Maheš Bhúpatí       | Indie     | Rohan Bopanna    | 20  | 5        |
| Polsko                                                                                  | Mariusz Fyrstenberg | Polsko    | Marcin Matkowski | 25  | 6        |
| Indie                                                                                   | Leander Paes        | Česko     | Radek Štěpánek   | 27  | 7        |
| Česko                                                                                   | František Čermák    | Slovensko | Filip Polášek    | 40  | 8        |
| Žebříček ATP k 19. březnu 2012; číslo je součtem žebříčkového postavení obou členů páru |                     |           |                  |     |          |

### Jiné formy účasti
Následující páry obdržely divokou kartu:
- James Blake /  Ryan Harrison
- Paul Hanley /  Bernard Tomic

### Skrečování
- Milos Raonic (distorze hlezna)[8]

## Ženská dvouhra

### Nasazení
| Stát                          | Hráčka                     | WTA | Nasazení |
| ----------------------------- | -------------------------- | --- | -------- |
| Bělorusko                     | Viktoria Azarenková        | 1.  | 1.       |
| Rusko                         | Maria Šarapovová           | 2.  | 2.       |
| Česko                         | Petra Kvitová              | 3.  | 3.       |
| Dánsko                        | Caroline Wozniacká         | 4.  | 4.       |
| Polsko                        | Agnieszka Radwańská        | 5.  | 5.       |
| Austrálie                     | Samantha Stosurová         | 6.  | 6.       |
| Francie                       | Marion Bartoliová          | 7.  | 7.       |
| Čína                          | Li Na                      | 8.  | 8.       |
| Rusko                         | Věra Zvonarevová           | 9.  | 9.       |
| USA                           | Serena Williamsová         | 11. | 10.      |
| Itálie                        | Francesca Schiavoneová     | 12. | 11.      |
| Německo                       | Sabine Lisická             | 13. | 14.      |
| Srbsko                        | Jelena Jankovićová         | 14. | 13.      |
| Německo                       | Julia Görgesová            | 15. | 14.      |
| Srbsko                        | Ana Ivanovićová            | 16. | 15.      |
| Slovensko                     | Dominika Cibulková         | 17. | 16.      |
| Čína                          | Pcheng Šuaj                | 18. | 17.      |
| Německo                       | Angelique Kerberová        | 19. | 18.      |
| Rusko                         | Anastasija Pavljučenkovová | 20. | 19.      |
| Slovensko                     | Daniela Hantuchová         | 21. | 20.      |
| Itálie                        | Roberta Vinciová           | 22. | 21.      |
| Rusko                         | Maria Kirilenková          | 23. | 22.      |
| Belgie                        | Yanina Wickmayerová        | 24. | 23.      |
| Itálie                        | Flavia Pennettaová         | 25. | 24.      |
| Španělsko                     | Anabel Medina Garriguesová | 26. | 25.      |
| Rusko                         | Světlana Kuzněcovová       | 27. | 26.      |
| Česko                         | Lucie Šafářová             | 28. | 27.      |
| Rumunsko                      | Monica Niculescuová        | 29. | 28.      |
| Česko                         | Petra Cetkovská            | 30. | 29.      |
| Itálie                        | Sara Erraniová             | 31. | 30.      |
| Estonsko                      | Kaia Kanepiová             | 32. | 31.      |
| Rusko                         | Naděžda Petrovová          | 33. | 32.      |
| Žebříček WTA k 5. březnu 2012 |                            |     |          |

### Jiné formy účasti
Následující hráčky obdržely divokou kartu do hlavní soutěže:
- Bojana Jovanovská
- Alisa Klejbanovová
- Garbiñe Muguruzaová
- Olivia Rogowská
- Heather Watsonová
- Venus Williamsová
- Aleksandra Wozniaková
- Čang Šuaj

Následující hráčky nastoupily pod žebříčkovou ochranou:
- Eva Birnerová
- Kateryna Bondarenková
- Alizé Cornetová
- Melinda Czinková
- Misaki Doiová
- Věra Duševinová
- Stéphanie Foretz Gaconová
- Jamie Hamptonová
- Madison Keysová
- Urszula Radwańská
- Valeria Savinychová
- Sloane Stephensová

### Odhlášení
před zahájením turnaje
- Anna Čakvetadzeová → nahradila ji  Kimiko Date-Krummová
- Alexandra Dulgheruová → nahradila ji  Michaëlla Krajiceková
- Rebecca Marinová → nahradila ji  Gréta Arnová
- María José Martínez Sánchezová → nahradila ji  Eleni Daniilidou
- Bethanie Mattek-Sandsová → nahradila ji  Lourdes Domínguez Linová
- Romina Oprandiová → nahradila ji  Sílvia Solerová Espinosová
- Andrea Petkovicová → nahradila ji  Anna Tatišviliová

### Skrečování
- Ajumi Moritová (poranění ramene)
- Tamira Paszeková (poranění zad)[2]

## Ženská čtyřhra

### Nasazení
| Stát                                                                                    | Hráčka              | Stát       | Hráčka                | WTA | Nasazení |
| --------------------------------------------------------------------------------------- | ------------------- | ---------- | --------------------- | --- | -------- |
| USA                                                                                     | Liezel Huberová     | USA        | Lisa Raymondová       | 3.  | 1.       |
| Česko                                                                                   | Květa Peschkeová    | Slovinsko  | Katarina Srebotniková | 6.  | 2.       |
| Indie                                                                                   | Sania Mirzaová      | Rusko      | Jelena Vesninová      | 15. | 3.       |
| Česko                                                                                   | Andrea Hlaváčková   | Česko      | Lucie Hradecká        | 21. | 4.       |
| Rusko                                                                                   | Maria Kirilenková   | Rusko      | Naděžda Petrovová     | 25. | 5.       |
| Itálie                                                                                  | Sara Erraniová      | Itálie     | Roberta Vinciová      | 29. | 6.       |
| Kazachstán                                                                              | Jaroslava Švedovová | Kazachstán | Galina Voskobojevová  | 37. | 7.       |
| Slovensko                                                                               | Daniela Hantuchová  | Polsko     | Agnieszka Radwańská   | 37. | 8.       |
| Žebříček WTA k 5. březnu 2012; číslo je součtem žebříčkového postavení obou členek páru |                     |            |                       |     |          |

### Jiné formy účasti
Následující páry obdržely divokou kartu:
- Dominika Cibulková /  Jelena Jankovićová
- Gisela Dulková /  Paola Suárezová
- Anna-Lena Grönefeldová /  Petra Kvitová
- Anastasija Pavljučenkovová /  Lucie Šafářová

## Přehled finále

### Mužská dvouhra
- Novak Djoković vs.  Andy Murray, 6–1, 7–6(7–4)

### Ženská dvouhra
- Agnieszka Radwańská vs.  Maria Šarapovová, 7–5, 6–4

### Mužská čtyřhra
- Leander Paes /  Radek Štěpánek vs.  Max Mirnyj /  Daniel Nestor, 3–6, 6–1, [10–8]

### Ženská čtyřhra
- Maria Kirilenková /  Naděžda Petrovová vs.  Sara Erraniová /  Roberta Vinciová, 7–6(7–0), 4–6, [10–4]